# Avogadrov broj
Avogadrov broj ili Avogadrova konstanta je prirodna konstanta koja određuje broj čestica (molekula, atoma ili iona) u jednom molu neke tvari. Jednaka je količniku broja čestica N i količine tvari n a označuje se s L ili NA dok je jedinica mol−1:
{\displaystyle L={\frac {N}{n}}\qquad ili\qquad L={\frac {N\cdot M}{m}}}
gdje je: L - Avogadrova konstanta, N - brojnost jedinki, n - množina tvari, M - molna masa, m - masa tvari.
Drugim riječima molna masa M neke tvari uvijek sadrži Avogadrov broj jedinki (atoma, molekula, formulskih jedinki).
Avogadrova konstanta iznosi:{\displaystyle \qquad L=6,0221412\cdot 10^{23}\ \mathrm {mol} ^{-1}}
Avogadrov broj nam kazuje na primjer koliko ima atoma ugljika u 1 molu ugljika. 1 mol = 12,0111 g ugljika. Dakle u 12,0111 g ugljika ima 6,0221412 x 1023 atoma ugljika.
Razlika između Avogadrove konstante i Avogadrova broja je to da Avogadrova konstanta ima mjernu jedinicu mol−1.

## Povijest
Konstanta je nazvana po Amedeu Avogadru, koji je 1811. prvi uočio da je broj čestica plina (molekula) pri određenom tlaku i temperaturi razmjeran obujmu (volumenu plina) neovisno o vrsti plina. Prvi je taj broj izračunao J. Loschmidt 1865. iz kinetičke teorije plinova i dobio vrijednost 6,09∙1023. Lord Rayleigh 1890. izračunao je broj iz raspršenja Sunčeva zračenja. Točniji rezutat je dobio R. A. Millikan 1909. iz naboja elektrona (točnost  ±1%). Iste godine broj je izračunao J. Perrin iz sedimentacije koloidnih čestica u gravitacijskom polju. Danas je najtočnija metoda difrakcije rendgenskih zraka na kristalima.

## Avogadrov zakon
Avogadrov zakon je jedan od plinskih zakona. Nazvan je prema Amedeu Avogadru koji je 1811. iznio pretpostavku da se u jednakim volumenima svih plinova pri istim uvjetima temperature i tlaka nalazi jednak broj čestica -molekula. Dakle, broj molekula u određenom volumenu plina ne ovisi o njihovoj veličini ili masi. Zbog toga se došlo do pojma molarne mase, a to je masa 1 mola neke supstance, to jest masa čestica te supstance puta Avogadrov broj. Avogadrov broj kazuje koliko ima atoma, molekula ili formulskih jedinki u 1 molu neke tvari. Taj broj je 6,022045 x 1023. Mol je ona množina tvari u sustavu koji sadrži toliko elementarnih jedinki tvari koliko ima atoma u 0,012 kg izotopa ugljika 12C.
Prema Avogadru najsitnija čestica plina je molekula. To je bila hrabra pretpostavka za to doba i pala je u zaborav do 1858.g. kad je Stanislao Cannizzaro obnovio Avogadrovu hipotezu. Od te godine hipoteza je općenito prihvaćena i naziva se Avogadrov zakon. Izuzetak čine plemeniti plinovi koji zbog svoje stabilne elektronske konfiguracije ne tvore molekule, već se nalaze u obliku pojedinačnih atoma. Na primjer, molekule vodika i dušika, u jednakom obujmu, imaju jednak broj molekula, ako se nalaze pod jednakim tlakom i temperaturom, bez obzira na to što su molekule dušika 14 puta teže od molekula vodika. U primjeni, stvarni plinovi vrlo malo odstupaju od ponašanja idealnih plinova, pa se i plinski zakoni mogu koristiti za veliku većinu primjena.

## Matematičko određivanje
Avogadrov zakon se matematički određuje kao:
{\displaystyle {\frac {V}{n}}=k}
gdje je :
V – obujam plina (m3)
n – množina tvari ili broj molekula (ili atoma) plina
k – proporcionalna fizikalna konstanta
Najvažniji rezultat Avogadrovog zakona je određivanje opće plinske konstante za idealne plinove, koja ima jednaku vrijednost za sve plinove. To znači da vrijedi:
{\displaystyle {\frac {p_{1}\cdot V_{1}}{T_{1}\cdot n_{1}}}={\frac {p_{2}\cdot V_{2}}{T_{2}\cdot n_{2}}}=konstantno}
gdje je :
p – tlak plina (Pa)
T – apsolutna temperatura plina (K)

### Jednadžba stanja idealnih plinova
Ako se Avogadrov zakon preuredi, i za fizikalnu konstantu uvedemo oznaku R, dobijemo:
{\displaystyle p\cdot V=n\cdot R\cdot T\qquad \qquad R=8,314\ \mathrm {JK^{-1}mol^{-1}} \quad plinska\ konstanta}
Gornja jednakost je poznata kao jednadžba stanja idealnog plina.

### Obujam jednog mola plina - molni volumen
Za standardni tlak 101,325 kPa i temperaturu 273,15 K (0 °C), obujam jednog mola idealnog plina iznosi:
{\displaystyle V_{m}={\frac {V}{n}}={\frac {R\cdot T}{p}}=\mathrm {{\frac {8,314\ JK^{-1}mol^{-1}\cdot 273,15K}{101,325\cdot 10^{3}\ Pa}}=22,4\ dm^{3}mol^{-1}} }
Obujam jednog mola idealnog plina iznosi 22,4 dm3 ili 22,4 litre i naziva se molni volumen.